# 無人知曉的夏日清晨
《無人知曉的夏日清晨》（日語：誰も知らない），是一部2004年日本剧情片，本片的导演是是枝裕和，故事改编自1988年的日本巢鴨兒童遺棄事件。主要演员有柳乐优弥、北浦愛、木村飛影、清水萌萌子、韓英惠和YOU
无人知晓讲述了一个关于四个小孩（明、京子、茂、雪）的故事。她们其中最小的5岁，最大的12岁。他们是异父同母的兄弟姐妹。这些小孩不能离开家，不能上学，更加不能被外人知道。他们的母亲在有了喜欢的人之后将他们抛弃與那个男人结婚。因此，这四个小孩必须靠着他们自己活下去。随着时间的流逝，他们只能够依赖彼此来面对生活中的困难。
这部电影于2004年5月12日的第57届戛纳电影节上首映，并在2004年8月7日在日本上映。这部电影收到了影评者们的积极评价，取得了超过美金200万的票房。该片同时也取得了许多奖项，其中包括第57届戛纳电影节的最佳男演员奖以及報知電影獎的最佳影片以及最佳导演。

## 劇情簡介
《無人知曉的夏日清晨》是根據發生在1988年東京巢鸭儿童遗弃事件所改編的，劇情描述一個母親為了與男性友人同居而棄養幾個親生子女的故事。

## 獎項
- 坎城影展最佳男主角獎（柳樂優彌）
- 報知電影賞最佳電影獎
- 電影旬報最佳女配角獎（YOU）、最佳男新人獎（柳樂優彌）、最佳日本電影獎
- 藍絲帶獎最佳電影獎、最佳導演（是枝裕和）
- 每日電影獎日本優秀電影獎、最佳新人獎（柳樂優彌）、最佳錄音獎（弦卷裕）
- 第29屆報知電影獎最佳電影獎
- 第19屆高崎電影節最優秀導演獎（是枝裕和）、最優秀女新人獎（北浦愛）、最優秀男新人獎（柳樂優彌）
- 第14屆東京體育電影大獎最佳電影獎、最佳新人獎（柳樂優彌）
- 第26屆橫濱電影節最優秀新人獎（柳樂優彌）、年度十佳（第三位）
- 第9屆日本網路電影大獎年度十佳（第三位）
- 第14屆日本電影專業大獎年度十佳（第六位)
- 第28屆山路文子電影獎山路文字福祉獎（是枝裕和）
- 第28屆日本電影學院獎優秀助演女優獎（YOU）

## 外部連結
- 官方网站 （日語）
- 互联网电影数据库（IMDb）上《Nobody Knows》的资料（英文）
- 爛番茄上《Nobody Knows》的資料（英文）
- Metacritic上《Nobody Knows》的資料（英文）
- Box Office Mojo上《Nobody Knows》的資料（英文）
- Japanese Movie Database （页面存档备份，存于） （日語）
- Yahoo奇摩電影上《無人知曉的夏日清晨》的資料（繁體中文）
- 開眼電影網上《無人知曉的夏日清晨》的資料（繁體中文）
- 豆瓣电影上《無人知曉的夏日清晨》的資料 （简体中文）